# Axis mundi

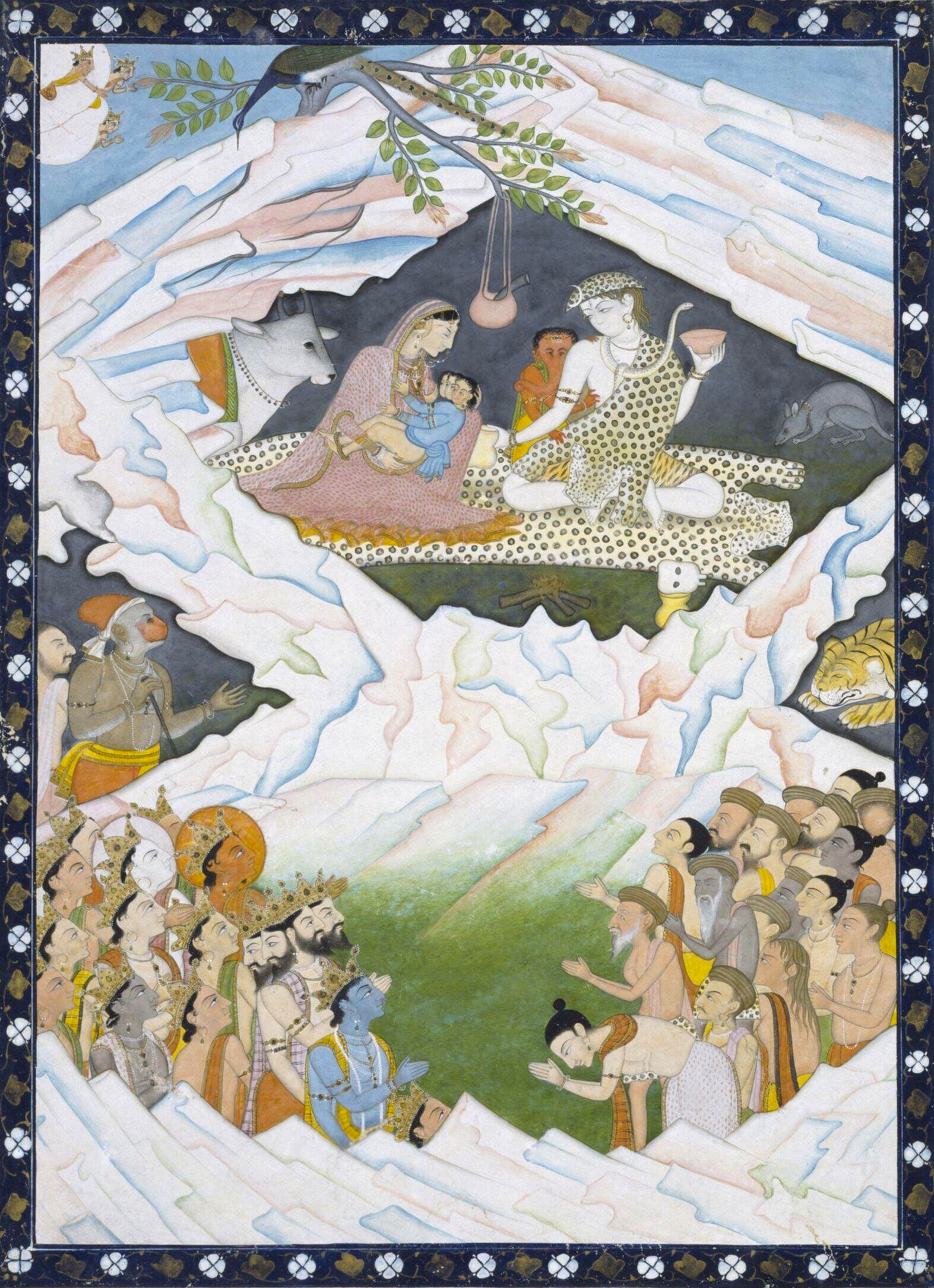
Posvátná hora Kailás zobrazující nebeskou rodinu (nahoře Šiva a Párvatí chovající Murugu, za Šivovou pravicí Ganéša) a jejich uctívače (dole)

Axis mundi („osa světa“) je symbol představující osu či střed světa, který se objevuje v mnoha kulturách. Tento často mytologický střed světa může představovat např. strom, lano, hora, věž apod. a spojuje dvě či tři sféry světa – podsvětní, zemskou a nebeskou. Objevuje se v šamanismu, animistických i světových náboženstvích.

## Pojem v akademické sféře
Název Axis Mundi (s podtitulem Časopis pre štúdium kultúr a náboženstiev sveta začal jako list občanského sdružení Slovenská spoločnosť pre štúdium náboženstiev pri SAV (SSŠN). K roku 2025 nese onen název akademické periodikum Katedry srovnávací religionistiky Filosofické fakulty Univerzity Komenského v Bratislavě.